# 1628
1628 (MDCXXVIII) je bilo prestopno leto, ki se je po gregorijanskem koledarju začelo na soboto, po 10 dni počasnejšem julijanskem koledarju pa na torek.

## Dogodki
- ustanovljena švedska Kraljeva orožarna (Livrustkammaren)

## Rojstva
- 12. januar - Charles Perrault, francoski pisatelj († 1703)

Neznan datum
- Gregor I. Gika, vlaški knez  † (1675)
- Sultan Bahu - indijski sufi in svetnik († 1691)